# برنج (فیلم ۱۹۵۷)
برنج (به ژاپنی: 米 Kome) فیلمی در ژانر درام به کارگردانی تاداشی ایمای است که در سال ۱۹۵۷ اکران شد. از بازیگران آن می‌توان به ایجیرو تونو اشاره کرد.